# ISO 3166-2:TJ
Kódy ISO 3166-2 pro Tádžikistán identifikují 2 regiony, 1 autonomní region, 1 teritorium hlavního města a 1 území distriktů spadajících pod administrativu vlády (stav v roce 2016). První část (TJ) je mezinárodní kód pro Tádžikistán, druhá část sestává ze dvou písmen identifikujících region.

## Seznam kódů
```
TJ-GB autonomní region 
Horský Badachšán

TJ-DU hlavní město 
Dušanbe

TJ-KT Khatlon (Kurgan-Tjube)
TJ-SU 
Sughd
 (Chodžent)
TJ-RA 
Centrálně spravované okresy
```